# Старух Петро Михайлович
Петро Старух (нар.25 серпня 1961, с. Шершенівка, Тернопільська область) - український художник, музикант і письменник, один із основоположників постмодерної абстракції в українській скульптурі. У його творчість входять акції-перформанси, експериментальні виставки.

## Ранні роки і творчість
Народився 25 серпня 1961 року в с. Шершенівка Борщівського району Тернопільської області. 
По закінченні І курсу навчання в Львівському інституті декоративного та прикладного мистецтва у 1983 був призваний до армії. Службу проходив в Афганістані. Після демобілізації у 1985 відновив навчання в Інституті. 
З 1986 року митець бере активну участь в перформансах, міжнародних скульптурних симпозіумах та бієнале, у художніх проєктах. Початок його творчості пов’язаний з активним розвитком деконструкції. У той час митець проводив експерименти, які відрізнялися від традиційного розуміння скульптури, поєднував її з музикою та поезією.  У 1989 році закінчив навчання у Львівському інституті декоративного та прикладного мистецтва. З того ж року член Національної спілки художників України. З 1990-х років експериментує в перформативному жанрі. У 1992 році в колишньому музеї Леніна (зараз Національний музей у Львові ім. Андрея Шептицького) влаштував перформанс “Спалення страху”.
Афганський досвід спричинився до посттоталітарних мотивів у творчості Петра Старуха, як то відраза до великого апарату, винного у вбивствах людей, бажання порушувати правила і обмеження. Це вплинуло на появу в його творах динамічної форми та апокаліптичного настрою.
Крім того, створив багато акварельних композицій на основі архетипів та образів колективного підсвідомого; істоти, відголоски природних мотивів у малярських картинах художника занурювали у первісний світ.

## Перформанси
У своїх перформансах він висміював постколоніальні стереотипи та наголошував на низькому рівні духовного розвитку населення. Роботи відсторонено показують пострадянський хаос. Під час одного з найвідоміших перформансів  “Der winter kaput” (1992) Петро Старух на снігу малював кольорову композицію, яка мала потрапити в космос і “вплинути” на реальність, щоб припинилась зима. Петро Старух протестував проти комерціалізації життя, тому розмальовував сніг, очікуючи віртуального єднання із Всесвітом.

## Скульптури
З епохи мета-модерну 2000 років, тобто періоду життя у новому віртуальному світі, Петро Старух створює скульптури з металу. Так він виражає компроміс з епохою прогресу. У цих композиціях багато круглих та обертових форм, які нагадують схеми галактик.
Приклади скульптур:
- 1980 - “Трійця”
- 1992 - “Мамай”
- 2013 - “Тимчасовість”
- 2017 - “Музична мандала”
- 2017 - “Терези”
- 2021 - “Нотасонянота”

## Теми у творчості від початку російсько-української війни
Від початку війни на сході України у 2014 Петро Старух додав символи тривоги до своїх творів. Після повномасштабного вторгнення Росії в Україну 24 лютого 2022 року Петро Старух почав малювати акварелі великого формату. Крім того, художник створює скульптури з різних матеріалів війни, наприклад, наконечників балістичних ракет. Перші твори цього циклу виглядали як арт-терапія, а сьогодні – це візуальний щоденник воєнного стану.

## Персональні виставки
- 1991 - Виставка акварелей, виставковий зал Спілки художників Латвії, Юрмала, Латвія
- 1992 - Перформанс «Спалення страху», Музей українського мистецтва, Львів
- 1992 - Виставка «Exclusive», Музей українського мистецтва, Львів
- 1992 - Виставка «Exclusive», галерея СХ на Володимирській, Київ
- 1993 - Міжнародна акція-перформанс «Der Winter kaput», с. Оброшино, Львів, Київ, Париж, Лондон, Нью-Йорк, Токіо
- 1993 - Акція-перформанс «Манна», Львівський академічний духовний театр «Воскресіння», Львів
- 1993 - Міжнародна виставка «Бієнале «Імпреза», перфоманс «Присутня відсутність непрочитаного», галерея «S-об'єкт», Івано-Франківськ
- 1994 - Виставка «Реакція без назви», Галерея «Ліга Рівень 4», Одеса
- 1995 - Акція-перформанс «Листи до неба», с. Оброшино
- 1995 - Виставка «7 х 7», Львівська картинна галерея, Львів
- 1995 - Перформанс «1» акція», галерея «Інко-Арт», Київ
- 1997 - Виставка «Цинкова хроніка», культурно-мистецький центр «Дзига», Львів1996 - Проєкт «Найтихіший голос» (інсталяція) в рамках фестивалю «Мандрівна академія музики», Одеса
- 1998 - Виставка «Терра», галерея «Ґердан», Львів
- 1998 - Виставка «Терра», виставковий зал концерну «Укртара», Київ
- 2001 - Виставка живопису і графіки «Буття сторін», Світовий банк-Україна, Київ
- 2003 - Фотопроєкт «ZFC земля Франца Йосифа», галерея «Тризна», Київ
- 2004 - Виставка скульптур «Моtoріjас», галерея «Ірена», Київ
- 2005 - Виставка «Фото «Там», галерея «DIO», Київ
- 2009 - Перформанс «Війна», Культурно-мистецький центр «Львівський Палац мистецтв», Львів
- 2009 - Виставка «Кохання смарагдових коників», галерея «Зелена Канапа», Львів
- 2010 - Роман-проза «Кохання смарагдових коників», Львів
- 2016 - Виставка «Топонімічність», культурно-мистецький центр «Дзига», Львів

## Групові виставки
- 1986 - Обласна художня виставка декоративної пластики в дереві, Музею етнографії та художнього промислу ІН НАН України, Львів
- 1986 - Обласна художня виставка, присвячена 130-річчю від дня народження Івана Франка, Львівська картинна галерея, Львів
- 1987 - Республіканська художня виставка, Виставковий зал Національної спілки художників України, Київ
- 1987 - Виставка «Мініатюра в декоративному мистецтві», Музей архітектурної кераміки «Михайлівська трапезна», Київ
- 1988 - Всесоюзна молодіжна виставка, «Манеж», Москва, росія
- 1988 - Республіканська художня виставка скульптури малих форм, Виставковий зал Спілки Художників України, Київ
- 1989 - Республіканська художня виставка, присвячена 175-річчю з дня народження Т, Г. Шевченка, Виставковий зал Спілки Художників України, Київ
- 1989 - Виставка клубу українських митців, Львівська картинна галерея, Львів 1989 - Міжнародний симпозіум по скульптурі, м. Горлівка
- 1989 - Республіканська молодіжна виставка, Виставковий зал Спілки Художників України, Київ
- 1990 - Групова виставка (Бабак, Москалюк, Демцю, Старух), Музей українського мистецтва, Львів
- 1990 - Участь у симпозіумі по скульптурі, м. Алушта, АР Крим
- 1990 - Виставка Клубу Українських митців, Львівська картинна галерея, Львів
- 1991 - Виставка «Єдність. 100 українських митців світу - 100-річчю українських поселень в Канаді», Музей українського мистецтва, Київ
- 1991 - Міжнародна виставка творів сучасного мистецтва «ІІ Бієнале «Імпреза», Івано-Франківський обласний музей художнього мистецтва, Івано-Франківськ
- 1991 - Міжнародний симпозіум по скульптурі, зал Спілки Художників Латвії, Юрмала, Латвія
- 1992 - Республіканська виставка присвячена трагедії Бабиного Яру, Музей українського мистецтва, Київ
- 1995 - Міжнародний симпозіум по скульптурі «Друге життя дерева», Бардейов, Словаччина
- 1996 - Міжнародний симпозіум по скульптурі, галерея «Т», Комарно, Словаччина
- 1996 - Виставка, галерея «Devin», Братислава, Словаччина 1996 - Проєкт «Крило», культурно-мистецький центр «Дзига», Львів
- 1996 - Виставка «Янголи над Краковом», галерея «Sarko Art», Краків, Польща
- 1998 - Міжнародний симпозіум «Батискаф-2», галерея «Ліга Рівень 14», Одеса
- 1998 - Виставка «Малярство на склі», Музей українського мистецтва, Львів
- 1998 - Спільна акція Мао-Мао (Китай) і П. Старуха «Прочитання тексту Ш», культурно-мистецький центр «Дзига», Львів
- 1998 - Виставка, галерея «Інко-Арт», Київ
- 1998 - Виставка скульптури «Трієнале», Виставковий зал Спілки Художників України, Київ
- 2005 - Виставка «Осінній салон», культурно-мистецький центр «Львівський Палац мистецтв», Львів
- 2005 - Виставка «Гротеск в сучасному мистецтві», Музей етнографії та художнього промислу ІН НАН України, Львів
- 2006 - Міжнародна виставка фотографії «Тіні старого Львова», «ZFC земля Франца Йосифа» фотопроєкт, культурно-мистецький центр «Львівський Палац мистецтв», Львів
- 2006 - Виставка «Львівський феномен», Музей етнографії та художнього промислу ІН НАН України, Львів;
- 2006 - Міжнародний проєкт «День солідарності з творцем», галерея Музей Ідей, Львів;
- 2006 - Виставка «Осінній салон», культурно-мистецький центр «Львівський Палац мистецтв», Львів
- 2007 - Виставка «Гротеск в сучасному мистецтві», Музей етнографії та художнього промислу ІН НАН України, Львів
- 2007 - Виставка «Оrange», культурно-мистецький центр «Львівський Палац мистецтв», Львів
- 2007 - Всеукраїнський скульптурний симпозіум «Шевченкова алея» (композиція «Три душі»), м. Канів 2008 - Всеукраїнський скульптурний симпозіум «Батурин-2008» (композиція «Час»)
- 2008 - Скульптурний симпозіум до дня міста в Дніпропетровську «Рух. Простір. Час», Дніпро
- 2008 - Виставка «Осінній салон», культурно-мистецький центр «Львівський Палац мистецтв», Львів
- 2009 - Благодійний проєкт «Ми малюємо», культурно-мистецький центр «Львівський Палац мистецтв», Львів
- 2010 - Весняна виставка Спілки Художників, культурно-мистецький центр «Львівський Палац мистецтв», Львів
- 2010 - Виставка сучасного мистецтв, Зал Спілки Художників України, Тернопіль
- 2014 - Виставка «Наше Різдво», галерея «Соната», Львів
- 2014 - Виставка «Скульптура 90-х», галерея «Зелена Канапа», Львів
- 2014 - Виставка «Осінній салон», культурно-мистецький центр «Львівський Палац мистецтв», Львів
- 2015 - Виставка «Скульптура», галерея «Мадам Пальгрем», Львів
- 2015 - Виставка «Весняний салон», культурно-мистецький центр «Львівський Палац мистецтв», Львів
- 2015 - Виставка «Осінній салон», культурно-мистецький центр «Львівський Палац мистецтв», Львів
- 2016 - Виставка «Угорські мотиви», культурно-мистецький центр «Львівський Палац мистецтв», Львів, Мукачево, Будапешт (Угорщина)
- 2016 - Виставка «Осінній салон», культурно-мистецький центр «Львівський Палац мистецтв», Львів.
- 2017- Виставка «Весняний салон», Львів, Палац мистецтв
- 2017 - Виставка «Осінній салон», Львів, Палац мистецтв
- 2018 - Виставка Ювелірне мистецтво України
- 2018 - Міжнародна виставка «Меблевий Дизайн», Київ
- 2018 - Групова виставка «ПАРАДИГМА» галерея ПроАрт
- 2018 - створено авторські фільми: “Хірургія”, “Топонімічність”
- 2018 - «Швидкорозчинний час» в Мистецькому арсеналі, Київ
- 2018 - АРТ САЛОН Львів 2019 - виставка Львіварня
- 2019 - міжнародний пленер в Туреччині. Університет північного Кіпру
- 2019 - «Ангелотворення» Національний музей у Львові
- 2019 - «Форма і Колір», ПРОАРТ Львів
- 2019 - «Перманентні інспірації», Палац мистецтв, Львів
- 2020 - «Весняний салон», Палац Мистецтв, Львів
- 2020 - Міжнародна виставка «Осінній салон», Палац Мистецтв, Львів
- 2020 - «ІНТЕРПРЕТАЦІЇ», Львівська філармонія
- 2021 - Міжнародна виставка «Our Wonderful World», Львів
- 2021 - експозиція в РМ Gallery
- 2021 - Міжнародна виставка акварелі «Мерехтіння Акварелі» галерея Madam Palmgrem
- 2021 - «ВЕСНЯНИЙ САЛОН 21», Палац Мистецтв, Львів
- 2021 - міжнародна виставка «ОСІННІЙ САЛОН», Палац Мистецтв, Львів
- 2021 - персональна виставка «ЗА МЕЖЕЮ», галерея Madam Palmgrem
- 2022 - персональна виставка «Бути собою», галерея Подоляни, Тернопіль[5]

## Події
- 1994 - Рок-фестиваль «Альтернатива», Львів
- 1994 - Телевізійна програма «Ситуація УТА», фільм, Український культурний центр
- 1994 - Проєкт Віктора Неборака «Неборок»
- 1995 - Львівське телебачення, програма «Третє тисячоліття»
- 1995 - Телепрограма «Ситуація УТА»

## Сценографії
- 1992 - Постановка поезоопери «Крайслер імперіал», Львівський театр опери та балету, Львів;
- 1996 - Виставка-експеримент - А. Тимчишин, П. Старух, С. Бекет «Пізній вечір у майбутньому», за мотивами «Остання стрічка Среча», Львівський академічний театр ім. Леся Курбаса, Львів
- 1998 - Телепрограма «Третє тисячоліття», Львівське телебачення

## Список вибраних творів
- 1989 - “Медитація” (із серії “Архетипи”)
- 1991 - “Внутрішнє світло” (із серії “Архетипи”)
- 1992 - “Філософ” (із серії “Архетипи”)
- 1992 - “Мольфар” (із серії “Архетипи”)
- 1993 - “Надвечір’я”
- 1993 - “Тимчасовість”
- 2013 - “Будда”
- 2017 - “Терези”